# L'Attaque des tomates tueuses
Série
Le Retour des tomates tueuses
(1988)
Pour plus de détails, voir Fiche technique et Distribution.
L'Attaque des tomates tueuses (Attack of the Killer Tomatoes) est un film américain réalisé par John De Bello, sorti en 1978, et parodiant les films de science-fiction, appartenant au genre de la comédie horrifique. Réalisé avec un budget de moins de 100 000$, il eut un succès tel que trois autres films ont suivi : Le Retour des tomates tueuses (1988),  Les Tomates tueuses contre-attaquent (1990) et Killer Tomatoes Eat France! (1991), tous trois également réalisés par De Bello.

## Synopsis
L'humanité doit faire face à un nouveau péril : l'attaque de tomates mutantes et carnivores, accidentellement mises au point par des scientifiques.
Ces tomates commettent des meurtres répétés à travers tous les États-Unis, obligeant le gouvernement à trouver un moyen de les éradiquer. Les représentants de l'État constituent rapidement une unité spéciale, menée par le commandant Nelson Nixon. Ces experts sont aidés par des outils de haute technologie, confectionnés par des scientifiques de haut niveau. L'un de ses membres, Sam Smith, va alors s'infiltrer parmi les tomates tueuses grâce à une combinaison tomate dernier cri.
Les tomates restent, malgré tous les moyens employés, indestructibles. Elles sont aussi de plus en plus grosses et sèment le chaos à travers tout le pays. De fait, les États-Unis songent à faire appel à l'aide internationale.
Le gouvernement doit aussi faire face aux pressions de médias, notamment de la presse. La jeune journaliste Lois Fairchild, engagée par le Time, est prête à tout pour décrocher un scoop sur les tomates. Mais aussi, des machinations se jouent parmi la classe politique pour gagner le pouvoir.

## Fiche technique
- Titre : L'Attaque des tomates tueuses
- Titre original : Attack of the Killer Tomatoes (parfois écrit avec un point d'exclamation : Attack of the Killer Tomatoes!)
- Réalisation : John De Bello
- Scénario : John De Bello, Costa Dillon (en), J. Stephen Peace et Rick Rockwell
- Musique : John De Bello, Gordon Goodwin et Paul Sundfor
- Photographie : John K. Culley
- Montage : John De Bello
- Costumes : Costa Dillon (en) et Cheryl Peace
- Production : John De Bello et J. Stephen Peace
- Société de production : Four Square Productions
- Société de distribution : NAI Entertainment
- Budget : 90 000 dollars
- Pays d'origine : États-Unis
- Langue originale : anglais
- Format : Couleurs - 1,33:1 - Mono - 35 mm
- Genre : Comédie horrifique et science-fiction
- Durée : 87 minutes
- Date de sortie :
  - États-Unis : octobre 1978

## Distribution
- David Miller : Mason Dixon
- George Wilson : Jim Richardson
- Sharon Taylor : Lois Fairchild
- J. Stephen Peace : Wilbur Finletter
- Ernie Meyers : le président
- Eric Christmas : le sénateur Polk
- Ron Shapiro : le journaliste
- Al Sklar : Ted Swan
- Jerry Anderson : le major Mills
- Don Birch : le vieil homme
- Tom Coleman : le soldat chanteur
- Art K. Koustik : le directeur de la FIA
- Jack Nolen : le sénateur McKinley
- Paul Oya : le docteur Nokitofa
- John Qualls : le capitaine

## Autour du film
- Le tournage s'est déroulé à San Diego, en Californie.
- Le crash de l'hélicoptère n'était pas intentionnel[1] et a coûté plus que tout le reste de la production.
- Le titre du film est un clin d'œil aux nombreux films de science-fiction des années 50 mettant en scène des invasions de créatures anormalement démesurées : Attack of the Crab Monsters (1957), L'Attaque de la femme de 50 pieds (1958) ou L'Attaque des sangsues géantes (1959).
- En 2000, Pános Koútras réalisa une nouvelle parodie du genre avec son Attaque de la moussaka géante.

## Bande originale
- Theme from Attack of the Killer Tomatoes!, interprété par John De Bello
- Puberty Love, interprété par Matt Cameron
- The Mindmaker Song, interprété par Costa Dillon (en), John De Bello et Steve Peace
- Tomato Stomp, interprété par Costa Dillon (en), John De Bello et Steve Peace
- Love Theme from Attack of the Killer Tomatoes!, interprété par Costa Dillon (en), John De Bello et Steve Peace